# Canton d'Annonay-2
Le canton d'Annonay-2 est une circonscription électorale française du département de l'Ardèche, créée par le décret du 13 février 2014 et entrée en vigueur lors des élections départementales de 2015.
Il correspond à l'ancien canton d'Annonay-Sud auquel a été ajoutée la commune de Thorrenc.

## Histoire
Un nouveau découpage territorial de l'Ardèche entre en vigueur en mars 2015, défini par le décret du 13 février 2014, en application des lois du 17 mai 2013 (loi organique 2013-402 et loi 2013-403). Les conseillers départementaux sont, à compter de ces élections, élus au scrutin majoritaire binominal mixte. Les électeurs de chaque canton élisent au Conseil départemental, nouvelle appellation du Conseil général, deux membres de sexe différent, qui se présentent en binôme de candidats. Les conseillers départementaux sont élus pour six ans au scrutin binominal majoritaire à deux tours, l'accès au second tour nécessitant 12,5 % des inscrits au premier tour. En outre la totalité des conseillers départementaux est renouvelée. Ce nouveau mode de scrutin nécessite un redécoupage des cantons dont le nombre est divisé par deux avec arrondi à l'unité impaire supérieure si ce nombre n'est pas entier impair, assorti de conditions de seuils minimaux. En Ardèche, le nombre de cantons passe ainsi de 33 à 17. Le canton d'Annonay-2 fait partie des huit nouveaux cantons du département, les neuf autres cantons portant la dénomination d'un ancien canton, mais avec des limites territoriales différentes.

## Représentation
| Période élective | Période élective | Mandat | Mandat   | Identité                | Nuance | Nuance | Qualité |
| ---------------- | ---------------- | ------ | -------- | ----------------------- | ------ | ------ | --- |
| 2015             | 2021             | 2015   | 2021     | Stéphanie Barbato-Barbe |        | PS     | Agent administratif Conseillère municipale d'Annonay, Déléguée aux relations avec les commerçants et artisans 6e vice-présidente chargée de l’éducation et des collèges                                               |
| 2015             | 2021             | 2015   | 2021     | Simon Plénet            |        | PS     | Technicien environnement Conseiller municipal d’Annonay (maire depuis juin 2020) Président de la Communauté d'agglomération du bassin d'Annonay 1er vice-président chargé du budget, des finances et des partenariats |
| 2021             | 2028             | 2021   | en cours | Claudie Coste           |        | DVD    | Cadre de la fonction publique, conseillère municipale (opposition) d'Annonay 5ème vice-présidente chargée des ressources humaines                                                                                     |
| 2021             | 2028             | 2021   | en cours | Laurent Marce           |        | DVD    | Retraité Maire de Talencieux Conseiller(e) départemental(e) délégué(e) chargé(e) des sports |

### Résultats détaillés

#### Élections de mars 2015
À l'issue du premier tour des élections départementales de 2015, trois binômes sont en ballottage : Stéphanie Barbato et Simon Plenet (PS, 33,63 %), Virginie Ferrand et Laurent Marce (UMP, 28,75 %) et David François et Marie Lacroix (FN, 27,7 %). Le taux de participation est de 52,93 % (6 405 votants sur 12 100 inscrits) contre 55,97 % au niveau départemental et 50,17 % au niveau national.
Au second tour, Stéphanie Barbato et Simon Plenet (PS) sont élus avec 42,64 % des suffrages exprimés et un taux de participation de 54,76 % (2 707 voix pour 6 626 votants et 12 100 inscrits).

#### Élections de juin 2021
Le premier tour des élections départementales de 2021 est marqué par un très faible taux de participation (33,26 % au niveau national). Dans le canton d'Annonay-2, ce taux de participation est de 32,98 % (4 063 votants sur 12 320 inscrits) contre 37,36 % au niveau départemental. À l'issue de ce premier tour, deux binômes sont en ballottage : Claudie Coste et Laurent Marce (DVD, 39,39 %) et Stéphanie Barbato-Barbe et Jérémy Fraysse (Union à gauche, 33,9 %).
Le second tour des élections est marqué une nouvelle fois par une abstention massive équivalente au premier tour. Les taux de participation sont de 34,3 % au niveau national, 40,7 % dans le département et 36,12 % dans le canton d'Annonay-2. Claudie Coste et Laurent Marce (DVD) sont élus avec 53,7 % des suffrages exprimés (2 258 voix pour 4 452 votants et 12 325 inscrits),,.

## Composition
| Nom                             | Code Insee | Intercommunalité       | Superficie (km2) | Population (dernière pop. légale)               | Densité (hab./km2) | Modifier                                    |
| ------------------------------- | ---------- | ---------------------- | ---------------- | ----------------------------------------------- | ------------------ | ------------------------------------------- |
| Annonay (bureau centralisateur) | 07010      | CA Annonay Rhône Agglo | 21,20            | Fraction : 7 007 (2022) Commune : 17 222 (2022) | 812                | modifier les données · modifier les données |
| Monestier                       | 07160      | CA Annonay Rhône Agglo | 7,41             | 59 (2022)                                       | 8,0                | modifier les données · modifier les données |
| Roiffieux                       | 07197      | CA Annonay Rhône Agglo | 19,52            | 2 723 (2022)                                    | 139                | modifier les données · modifier les données |
| Saint-Julien-Vocance            | 07258      | CA Annonay Rhône Agglo | 26,42            | 222 (2022)                                      | 8,4                | modifier les données · modifier les données |
| Talencieux                      | 07317      | CA Annonay Rhône Agglo | 7,10             | 1 116 (2022)                                    | 157                | modifier les données · modifier les données |
| Thorrenc                        | 07321      | CA Annonay Rhône Agglo | 3,67             | 322 (2022)                                      | 88                 | modifier les données · modifier les données |
| Vanosc                          | 07333      | CA Annonay Rhône Agglo | 26,10            | 934 (2022)                                      | 36                 | modifier les données · modifier les données |
| Vernosc-lès-Annonay             | 07337      | CA Annonay Rhône Agglo | 16,08            | 2 670 (2022)                                    | 166                | modifier les données · modifier les données |
| Villevocance                    | 07342      | CA Annonay Rhône Agglo | 9,38             | 1 181 (2022)                                    | 126                | modifier les données · modifier les données |
| Vocance                         | 07347      | CA Annonay Rhône Agglo | 17,17            | 615 (2022)                                      | 36                 | modifier les données · modifier les données |
| Canton d'Annonay-2              | 0702       |                        |                  | 16 849 (2022)                                   |                    | modifier les données                        |

Le canton d'Annonay-2 comprend comprend :
1. Neuf communes entières,
2. La partie de la commune d'Annonay non incluse dans le canton d'Annonay-1.

## Démographie
En 2022, le canton comptait 16 849 habitants, en évolution de +0,95 % par rapport à 2016 (Ardèche : +2,48 %, France hors Mayotte : +2,11 %).
| 2013   | 2018   | 2022   |
| ------ | ------ | ------ |
| 16 154 | 16 280 | 16 849 |